# Originalare
Originalare (tidigare originaltecknare) är ett yrke där man gör bilder och text till ett material som är färdigt att producera. Originalare är vanligast inom tryckbranschen men förekommer även inom webb-, radio- och tv-produktion.  

## Arbetsuppgifter
En originalare får skisser över färdiga idéer och koncept från art directorn och skall verkställa dessa genom att bland annat komponera ihop bilder och text, välja rätt tryckmetod, tillämpa rätt tryckmaterial och format. Originalaren ser också till att alla färger är korrekta inför tryckning.
Beroende på var originalaren verkar kan arbetsuppgifterna vara lite olika. På en webbyrå är arbetet ofta mer inriktat på att ta fram bilder och andra element till en webbplats utifrån ett grafiskt koncept som tas fram av art directorn. På en reklambyrå blir en originalare samlingspunkten för de produkter som ett arbetslag bestående av reklamskribent (copywriter), reklamformgivare (art director) och fotograf skapar.

## Utbildning
På gymnasienivå finns medieprogrammet där man läser inriktat mot alla typer av media och produktion. 
På högskolenivå kan man studera mer specifika ämnen som webbdesign, interaktionsdesign och grafisk design och kommunikation.